# Аттий Приск
Аттий Приск (лат. Attius Priscus) — римский художник, живший в I веке при императоре Веспасиане. Один из наиболее крупных живописцев императорского времени в Риме.
Известен в истории, тем что в 70-е годы совместно с Корнелием Пином (лат. Cornelius Pinus) оформлял Храм Чести и Доблести, посвящённый воинским божествам Виртус (лат. Virtus, персонификация доблести) и Хонос (лат. Honor, Honōs, персонификация чести).